# شامیل
شامیل (به روسی: Шамильский район) شهرستانی است در جمهوری داغستان روسیه. این شهرستان از سال ۱۹۶۰ تا سال ۱۹۹۴ کاخیب نام داشت. مرکز اداری این شهرستان دهکدهٔ خبدا است. این شهرستان دارای ۲۵ بخش بوده و در سال ۱۹۲۹ بر پا گردیده است. فرماندار این شهرستان مگومد سوراکاتوویچ آسیاتیلف است.